# Les Surveillantes
Les Surveillantes est un groupe canadien de musique francophone. Sa musique, bien qu'elle intègre plusieurs genres musicaux, est souvent qualifiée de folk, d'indie et inspirée du bluegrass.
Elles mélangent généralement du banjo, des guitares et de la basse avec un ou deux micros pour toutes les voix. Chaque membre est chanteur, compositeur et parolier en plus de se spécialiser dans un instrument.

## Histoire du groupe
Les quatre membres fondateurs du groupe avaient une expérience au sein d'autres groupes de la scène musicale franco-manitobaine avant de créer le groupe en 2006. Leur rencontre se facilita surtout grâce à leur participation au sein de l'organisme 100NONS, qui a pour but de promouvoir la chanson francophone au Manitoba.
Depuis leurs premiers spectacles à Saint-Boniface au Manitoba, Les Surveillantes se produisent à l'échelle nationale.
Après avoir remporté le prix du public du Festival international de la chanson de Granby et trois prix à la tournée Chant'Ouest en 2009, le groupe gagna beaucoup en popularité à l'échelle nationale. En effet, à la suite de leur succès dans le Réseau National des Galas de la chanson, le groupe a pu enchaîner de nombreux spectacles tels, le festival Coup de cœur francophone Montréal et à Winnipeg en novembre 2009, le Festival Vue sur la Relève à Montréal en 2010, la Chicane Albertaine à Nordegg en 2010 et le Festival international de la chanson de Granby (hors concours) en 2010.
L'automne 2010 fut un véritable tour des vitrines musicales pour le groupe au Québec, au Manitoba et au Nouveau-Brunswick. En enchaînant des performances au Contact Ouest (MB), La vitrine du FICG, ROSEQ, Coup de cœur francophone, M pour Montréal et RADARTS (NB), le groupe a su assurer une présence devant les diffuseurs du Canada et de l'Europe.
Fin novembre 2011, le groupe annonce le départ de Danielle Burke, le groupe devenant alors un trio.

## Discographie
2024 : Juillet (single)
2023 : Je crierai de ma voiture (single)

2020 : Mon grand sapin (single)

## Prix et distinctions
- Lauréat «Prix SACEF/Place des Arts», Contact Ouest (2010)
- Lauréat «Prix du public», Festival International de la Chanson de Granby (2009)
- Lauréat «Prix André-Mercure», Chant'Ouest (2009)
- Lauréat «Prix Étoile Galaxie», Chant'Ouest (2009)
- Lauréat «Prix du public», Chant'Ouest (2009)
- Lauréat «Prix du jury», Gala Manitobain de la Chanson (2009)
- Lauréat «Prix du public», Gala Manitobain de la Chanson (2009)[2]